# Belinca
Belinca (albanska: Belinca, serbiska: Belinca) är en by i Kosovo. Den ligger i kommunen Komuna e Shtimes. Enligt den senaste folkräkningen år 2011 fanns det 809 invånare.

## Demografi
| Demografi | 2011 |
| --------- | ---- |
| albaner   | 809  |